# Mawlamyine Airport
Mawlamyine Airport är en flygplats i Myanmar.   Den ligger i regionen Monstaten, i den södra delen av landet, 400 km söder om huvudstaden Naypyidaw. Mawlamyine Airport ligger 16 meter över havet.
Terrängen runt Mawlamyine Airport är platt. Runt Mawlamyine Airport är det ganska tätbefolkat, med 214 invånare per kvadratkilometer. Närmaste större samhälle är Mawlamyine, 6,3 km nordväst om Mawlamyine Airport. Omgivningarna runt Mawlamyine Airport är en mosaik av jordbruksmark och naturlig växtlighet.